# 영국왕립아시아학회 한국지부
왕립 아시아 학회 한국 지부는 대한민국 서울특별시에 본부를 둔 학회이다. 1900년 세계 최초의 한국학 연구 기관으로 설립되어 한반도의 역사, 문화, 자연 경관에 대한 학술 연구의 장을 마련하기 위해 설립되었다. 한국학으로 알려진 학문에만 전념하는 현재 존재하는 가장 오래된 영어 학술 단체로 생각된다.
연간 저널인 Transactions 은 "20세기 대부분 동안 한국 문화에 대한 가장 중요한 서양 언어 자료"로 묘사되어 있다.

## 초기 역사
이 모임은 1900년 6월 16일 서울유니온클럽 독서실에서 개신교 선교사 4명을 제외한 17명이 참석한 창립총회가 열리면서 처음 설립됐다. 그 날 장교들이 선출되었고 (영국과 아일랜드 왕립 아시아 협회의 헌법에 기초한) 헌법이 채택되었다. 영국 RAS는 즉각 한국지사 설립을 인정하고 명칭 사용을 허가했다. 창립 회의에 참석한 사람들 중에는 초대 대통령이 된 영국 대사인 J. H. 거빈스와 선교사 제임스 스카스 게일, 호머 B. 헐버트, 조지 히버 존스, 호레이스 그랜트 가 있었다. Underwood, Henry Gerhard Appenzeller, DA Bunker 및 William B. Scranton . 처음부터 RASKB의 회원이었던 다른 선교사들는 의사 Horace N. Allen, Oliver R. Avison 및 성공회 사제(이후 주교) Mark Napier Trollope 가 있다. 비록 대부분이 영국 왕실의 지배를 받지는 않았지만, 많은 이들이 조선 왕실에 잘 알려져 있었다.
처음부터 학회의 주요 활동은 회원들의 학술 논문 발표와 토론이었다. 이 논문들은 왕립아시아학회 한국지부의 거래(Transactions of the Korea Branch of the Royal Asiatic Society) 라는 연례 저널에서 발표되었다.
1900년부터 1902년 말까지 학회는 정기적으로 모임을 갖고 논문을 발표하고 그 후에 발표했다. 그러나 1903년 초부터 활동은 중단되었고 1911년 초에 새로운 대통령과 의회가 선출될 때까지 재개되지 않았다. 이러한 중단의 이유 중에는 많은 창립 멤버들이 죽거나 한국을 떠났고, 러일 전쟁 과 1910년 일본에 의한 대한제국 합병 을 포함하여 그 해의 골치 아픈 사건들이 포함될 수 있다.
그러나 1911년 이후, 협회는 1941년 말 태평양 전쟁이 발발할 때까지 정기적으로 회의를 열고 거래를 발행했다. 일본 점령이 시작된 직후, RASKB는 세 편의 일본인이 쓴 논문을 발표했는데, 이 논문들은 모두 식민주의적 의제를 담고 있었다.
Transactions에 실린 많은 논문들은 오늘날에도 한국 문화의 학자들을 계속 매료시키고 있다. 이러한 논문들에서는 한국 문화의 가장 먼 기원에서부터 고대 유적과 절에 대한 설명, 한국에서 발견된 동식물 목록, 현대 금광과 인삼 생산에 대한 조사에 이르기까지 매우 다양한 주제를 다룬다.
이 기간 동안 협회는 적당한 규모의 대출 도서관을 설립했다. 1945년 일본의 항복 이후 Horace Horton Underwood를 포함한 몇몇 전직 회원들이 한국으로 돌아왔고, 협회는 활동을 재개했다.
그러나 1950년 6월 한국전쟁 이 발발하면서 활동이 중단되었다. 1950년 대통령이었던 성공회 신부 찰스 헌트와 아일랜드 성공회 수녀 마더 메리 클레어는 학회지에 식물학에 관한 기사를 기고했는데, 소위 죽음의 행군에 따라 북쪽으로 끌려간 많은 외국 선교사와 외교관들 중 한 명이었다. 북한군인 Hunt는 1950년 11월 여행 중 사망했다.

## 근대
한국 전쟁이 끝난 지 몇 년이 지나서야 귀환 회원들은 중단된 협회 활동을 재개할 수 있었다. 1950년 초 활동 보고서가 포함된 1951년 거래 의 제32권은 전쟁 중인 1951년 홍콩 에서 인쇄되었다. 제33권은 1957년에 발행되었으며 여전히 홍콩에서 인쇄되어야 했지만 부활한 RASKB의 첫 번째 총회가 1956년 2월 23일에 어떻게 개최되었는지 기록되어 있다. 부활한 협는 빠르게 성장하고 번영했다.
외교관과 선교사뿐만 아니라 여러 나라의 군인, 교육인, 사업인 등 한국에 거주하는 외국인의 수가 증가하고 있었다. 미국 평화 봉사단 프로그램의 지원자들에게 이 회의는 특히 중요했고, 이후 수십 년 동안 많은 사람들이 RASKB와 연락을 유지했다. 오랫동안, RASKB의 회의는 한국의 역사와 문화에 대해 더 많은 것을 배울 수 있는 특별한 기회를 제공했다.
얼마 지나지 않아 협회는 때때로 서울에서 멀리 떨어져 있는 흥미로운 장소들로 현장학습을 조직하기 시작했다. 전후 한국의 교통난은 대한민국의 각 부처와 군 당국의 도움으로 해소되었다. 상당 기간 동안, RASKB는 그러한 프로그램을 제공하는 데 혼자였고 대부분의 거래 볼륨의 끝에서 발견된 회원 목록은 곧 1,000명 이상으로 증가했다.
그 협회가 한국에 관한 학술적인 책과 더 인기 있는 책들을 그들 자신의 이름으로 출판하기 시작한 것도 바로 이때였다. 세기의 마지막 수십 년 동안, 그것은 또한 해외에서 출판되었던 한국 주제에 관한 책들을 수입하고 판매했다. 1970년대 후반부터 사무실/서점을 임대하고 한국인 총지배인을 고용할 수 있었다. 이 시기의 주요 인물로는 학자인 성공회 선교사 Richard Rutt, Carl Ferris Miller 및 RASKB에 속한 Underwood 가족의 3세대인 Horace G. Underwood II 가 있다.

## 현대
수십만 명의 외국인 거주자가 있는 한국이 국제 무대의 주요 인물인 오늘날, RASKB는 보통 매달 두 번 서울 시내 서머셋 팰리스에서 열리는 정기적인 강의 프로그램과 주말에는 관광과 도보 여행을 계속 제공하고 있다.
2018년 6월 현재 92권의 트랜잭션을 출판했다. 대학로 기독교회관 내 RASKB 사무실에 3,000여 권의 장서가 비치되어 있다. 번역된 한국 문학을 중심으로 한 월간 독서 동아리도 운영하고 있다. 2004년부터 대한민국 정부에 비영리 문화재단으로 등록되어 있다.
RASKB는 매년 6월 영국 대사관이나 정동에 있는 미국 대사관저에서 열리는 가든 파티로 창립 기념일을 축하하고 있다.

## RAS-KB 회장
- 1900:     John Harington Gubbins[22]
- 1902-03:  John Newell Jordan
- 1903-11:  No Presidents elected
- 1911:	    Arthur Hyde-Lay
- 1912-16:  James Scarth Gale
- 1916:	    Arthur Hyde-Lay
- 1917-19:  Bishop Mark Napier Trollope
- 1920:	    Ransford Stevens Miller
- 1921-25:  Bishop Mark Napier Trollope
- 1926:	    Henry Dodge Appenzeller
- 1928-30:  Bishop Mark Napier Trollope
- 1931-33:  Dr. Horace Horton Underwood
- 1934:	    E.W. Koons
- 1935:	    Charles Hunt
- 1936:	    Hugh Miller
- 1937:	    W. M. Clark
- 1938-41:  Dr. Horace Horton Underwood
- 1948-49:  Dr. Horace Horton Underwood
- 1950:	    Charles Hunt
- 1957:	    Horace Grant Underwood II
- 1958:	    George L. Paik
- 1959:	    Dr. Richard Hertz
- 1960:	    Dr. Richard Hertz
- 1961-65:  Roger Chambard
- 1966:	    Robert A. Kinney
- 1967:	    David Steinberg
- 1968:	    Samuel H. Moffett
- 1969:	    Carl F. Bartz
- 1971:	    Nigel C.C. Trench
- 1972:	    Prof. Kim, Jungsae
- 1973:	    Amb. Pierre Landy
- 1974:	    Rt. Rev. Richard Rutt
- 1975:	    Edward R. Wright
- 1976:     Prof. Song, Yo-in
- 1977:	    Dr. Karl Leuteritz
- 1978:	    James Wade
- 1979:	    Ms. Helen R. Tieszen
- 1980:	    Paul G. van Weddingen
- 1981:	    Amb. Roland van den Berg
- 1982:	    Dr. James Hoyt
- 1983:	    Mrs. Barbara Mintz
- 1984:	    Dr. James Edward Hoare
- 1985:	    Duane C. Davidson
- 1986:	    Phillip Wetton
- 1987:	    Carl Ferris Miller
- 1988-89:  Dr. Kim, Young-duk
- 1989-91:  Frederick Carriere
- 1992-93:  Dr. Horace G. Underwood
- 1994:	    Samuel H. Kidder
- 1995-96:  Dr. Suh, Ji-moon
- 1997:	    John Nowell
- 1998-99:  Amb. Joost Wolfswinkel
- 2000-01:  Dr. Horace G. Underwood
- 2002-05:  Dr. Kim, Young-duk
- 2006-07:  Jang, Song-Hyon
- 2008-10:  Peter Bartholomew
- 2011-20:     Brother Anthony of Taize
- 2021-Present:  Steven L. Shields